# Costiera della Mendola
La Costiera della Mendola (detta anche Gruppo Roen-Macaion - Mendelkamm in tedesco) è un gruppo montuoso che si trova in Trentino-Alto Adige ed interessa la provincia di Bolzano e la provincia di Trento.

## Caratteristiche
Il gruppo montuoso si trova ad ovest della città di Bolzano tra la valle dell'Adige e la Val di Non. Verso la valle dell'Adige la Costiera della Mendola scende in modo ripido, verso la Val di Non digrada dolcemente. 
Prende il nome dal passo della Mendola che lo attraversa. In alternativa prende il nome dalle due montagne più significative: il Monte Roen ed il Monte Macaion.

## Classificazione
Secondo la SOIUSA la Costiera della Mendola è un gruppo alpino con la seguente classificazione:
- Grande parte = Alpi Orientali
- Grande settore = Alpi Sud-orientali
- Sezione = Alpi Retiche meridionali
- Sottosezione = Alpi della Val di Non
- Supergruppo = Catena Olmi-Luco-Roen
- Gruppo = Costiera della Mendola
- Codice = II/C-28.II-A.2

## Delimitazioni
Ruotando in senso orario i limiti geografici sono: Passo delle Palade, Val di Prisciano, fiume Adige, Bolzano, fiume Adige, Val di Non, Lago di Santa Giustina, Rio Novella.

## Suddivisione
Secondo la SOIUSA il gruppo è suddiviso in due sottogruppi:
- Costiera del Macaion (a)
- Costiera del Roen (b)

## Vette principali

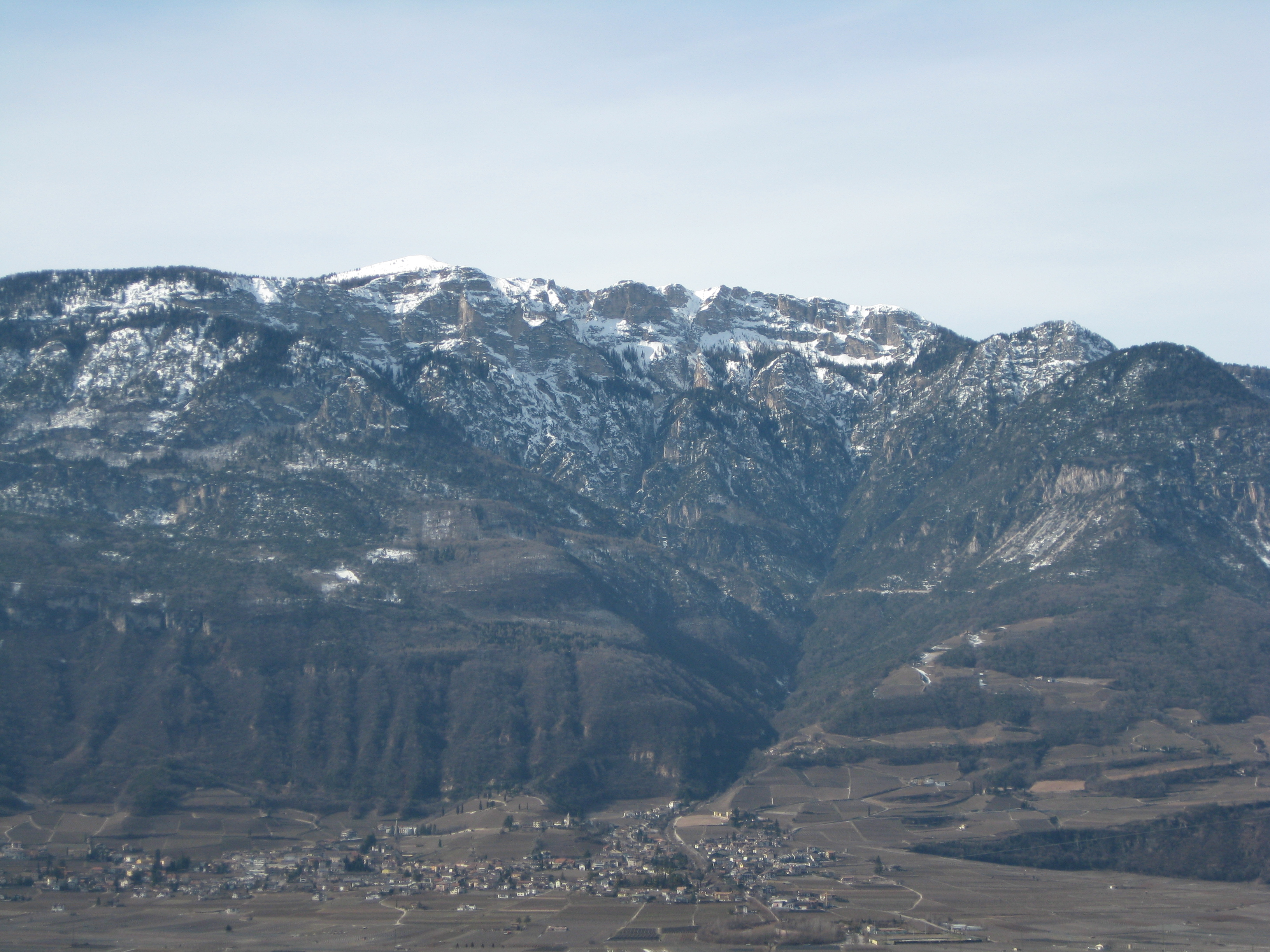
Il Monte Roen visto da Montagna.

Le montagne principali della Costiera della Mendola sono:
- Monte Roen - 2.116 m
- Cima Roccapiana - 1.873 m
- Monte Macaion - 1.866 m
- Corno di Tres - 1.817 m
- Monte Cucco - 1.807 m
- Penegal - 1.737 m
- Monte Nock - 1.300 m
- Monte Mezzocorona - 891 m
- Monte di Mezzo - 680 m